# Provincia Ravenna
Ravenna este o provincie în regiunea Emilia-Romagna în Italia.